# وادي سكران
وادي سكران هو وادي يقع في قضاء جومان بين مدينة جومان وحاج عمران في محافظة أربيل بإقليم كردستان العراق، ويقع في اسفل جبل سكران قرب الحدود العراقية الإيرانية ويكسوها الثلوج اغلب أيام السنة، ويتميز الوادي بالطبيعة الجميلة المكسوة بالاشجار، بالإضافة إلى وجود شلال يسمى بشلال سكران، اما عند الجانب العلوي للوادي فتوجد قرية صغيرة (قرية سكران) وتحتوي على العديد من الاماكن المناسبة للاستجمام.